# 森家住宅
森家住宅（もりけじゅうたく）は、奈良県奈良市南城戸町にある歴史的建造物。町家。奈良市指定文化財。

## 概要
南隣にある細川家の隠居所として建てられたと伝えられ、明治20年代頃の建築と見られる。
2004年（平成16年）3月3日、奈良市指定文化財（建造物）に指定された。
2011年（平成23年）、半解体修理が為され、丸太格子や通り土間が復元されるなど、建築当初の姿が再現されている。

## 構造
通り土間を南側に通し、居室は北側に4室並ぶ。通り土間は居室より奥行が短く、屋根が一段低い。
建物正面の丸太格子は奈良の町家に特色的なもので、「奈良格子」とも呼ばれる。
居室の壁は青竹色の色土（いろつち）で仕上げられ、皮付き丸太の床柱、網代（あじろ）天井で茶室風に造られたミセノマなど、数寄屋趣味が随所に見られる。
奥の庭に面する座敷の西と南に縁が設けられ、南縁の上方屋根が入母屋造となっている。
- 桁行5.8メートル[2]
- 梁間15.5メートル[2]
- 正面庇付[2]
- 切妻造段違[2]
- 背面屋根一部入母屋造[1][2]
- 桟瓦葺[2]

## 交通アクセス
近鉄奈良駅4番出口より南へ徒歩10分・JR奈良駅から東南に徒歩15分。